# Stefano Cassiani

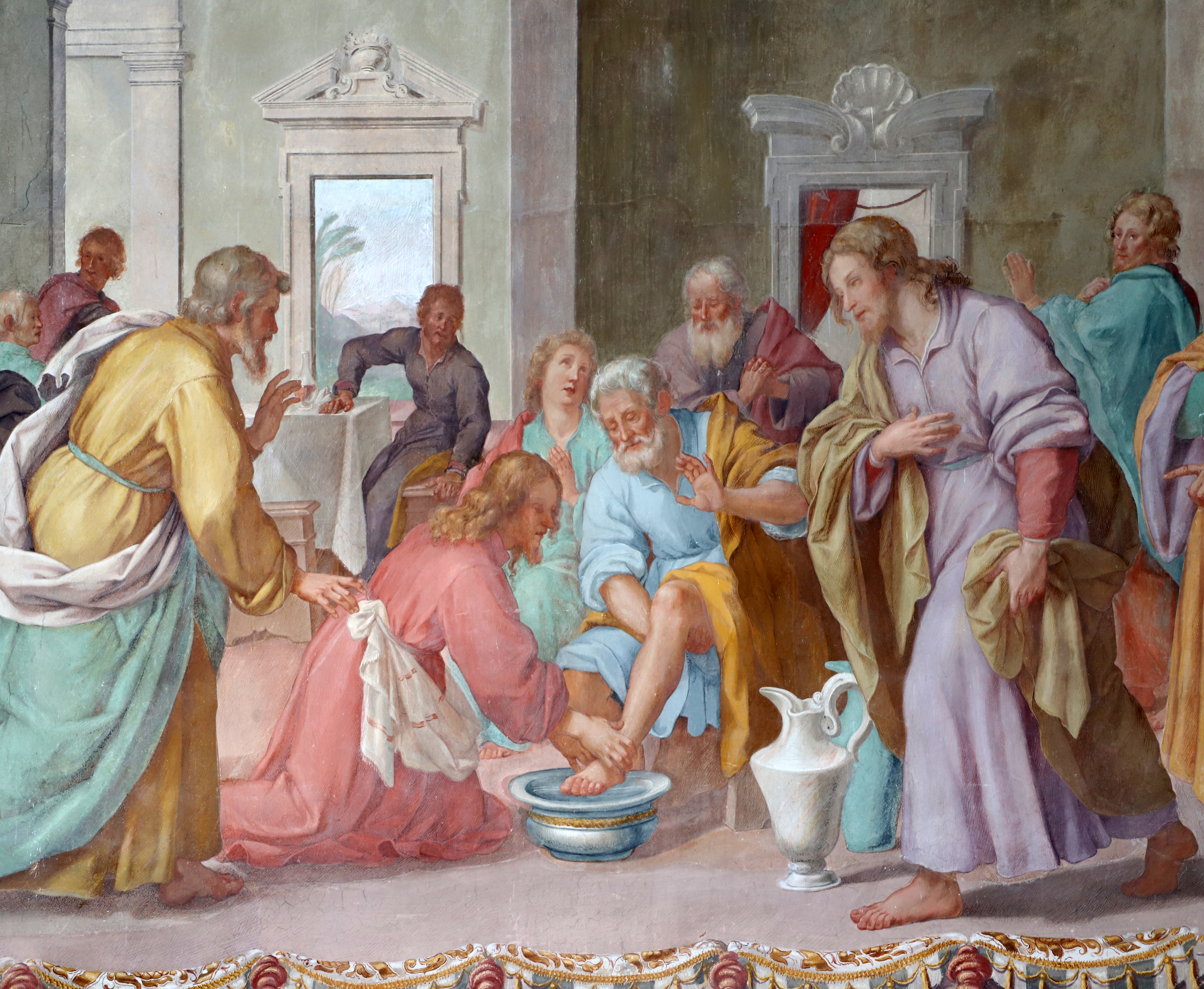
Stefano Cassiani, O.Cart., Lavanda dei piedi, 1668 circa (certosa di Pontignano).

Stefano Cassiani, al secolo Baldassarre, detto il Certosino (Pescaglia, 9 marzo 1636 – 15 febbraio 1714) è stato un pittore e monaco cristiano italiano dell'Ordine certosino.

## Biografia
Nacque a Pescaglia, vicino Lucca. Il 10 gennaio 1653 prese i voti nella certosa di Farneta, assumendo il nome religioso di Stefano.
Qui cominciò la sua attività artistica sotto la guida di un pittore minore Giovanni Fondagna. Risentì delle influenze stilistiche di Bernardino Poccetti, di cui imitava la tecnica, ma anche di Pietro da Cortona e Filippo Gherardi.
Fu impiegato per affrescare diverse certose: quelle di Farneta, Pontignano e Calci.
Morì il 15 febbraio 1714.

## Opere

### Nel lucchese
- Affreschi della cupola e due retabli con Storie della Vergine, chiesa della certosa di Farneta.
- La predicazione di San Paolino, chiesa dei Santi Michele, Paolino e Alessandro, Lucca.
- Affresco della Leggenda di San Paolino, chiesa dei Santi Paolino e Donato (con Filippo Gherardi).

### Nel pisano
- Martirio di san Giovanni Evangelista e i santi Gorgonio e Doroteo, presbiterio della certosa di Calci.
- San Brunone che riceve la regola da San Pietro e San Brunone in gloria, affreschi nella certosa di Pontignano.